# Kỳ thi TOCFL
Kỳ thi TOCFL (tiếng Anh: Test of Chinese as a Foreign Language) trước đây được biết đến với tên gọi TOP (kỳ thi năng lực tiếng Hán, Test Of Proficiency-Huayu, 華語文能力測驗) là một bài thi đánh giá năng lực tiếng Hán phổ thông (tiếng Quan Thoại) của Đài Loan. Được Ủy ban Công tác Thúc đẩy Kỳ thi Năng lực Hoa ngữ Quốc gia (Steering Committee for the Test Of Proficiency-Huayu SC-TOP, 國家華語測驗推動工作委員會) quản lí. Ủy ban này được điều hành bởi bộ giáo dục của chính phủ Trung Hoa Dân Quốc.
Kỳ thi TOCFL không được tổ chức ở Trung Hoa đại lục, Hồng Kông và Macao - những khu vực này có kỳ thi HSK của Văn phòng Hội đồng Ngôn ngữ Trung Quốc Quốc tế Office of Chinese Language Council International (thông tục được gọi là 汉办) tổ chức. Ngược lại kỳ thi HSK không được tổ chức ở những khu vực do chính quyền Trung Hoa Dân Quốc quản lí như Đài Loan, Kim Môn.

## Ủy ban SC-TOP
"Ủy ban Công tác Thúc đẩy Kỳ thi Năng lực tiếng Hán" (The Steering Committee for the Test Of Proficiency-Huayu (SC-TOP)), được thành lập vào tháng 11 năm 2005, dưới sự điều hành của bộ giáo dục chính phủ Trung Hoa Dân Quốc, ban đâu là Trung Tâm khảo thí tiếng Hán (Chinese Language Testing Center), đến tháng 1 năm 2007 thì được đổi tên. Mục tiêu của ủy ban là phát triển và thúc đẩy hệ thống khảo thí tiếng Hán mà chủ chốt là kỳ thi TOCFL cho những người học tiếng Trung trên toàn thế giới để đánh giá năng lực người học.
SC-TOP có những nhiệm vụ chính bao gồm:
- Thiết kế và lập phương án cho TOCFL & CCCC
- Xây dựng kho đề thi cho TOCFL & CCCC
- Phát triển hệ thống khảo thí năng lực tiếng Hán bằng máy vi tính
- Thúc đẩy các kỳ thi năng lực tiếng Hán cho những người học tiếng Hán không phải người bản ngữ
- Tăng cường giao lưu hợp tác giữa các tổ chức khảo thí năng lực tiếng Hán trên thế giới.[2]

## Kỳ thi TOCFL
TOCFL là kỳ thi năng lực ngôn ngữ tiêu chuẩn hóa được phát triển cho những người nói tiếng Hán không phải là tiếng mẹ đẻ. đây là kết quả của dự án được thực hiện bởi 3 cơ quan Trung tâm giảng dạy tiếng Hán phổ thông (the Mandarin Training Center), Viện ngôn ngữ giảng dạy ngoại ngữ tiếng Hán (the Graduate Institute of Teaching Chinese as a Second Language) và Trung tâm trắc nghiệm giáo dục tâm lý thuộc Đại học Sư Phạm Đài Loan (the Psychological Testing Center of National Taiwan Normal University).
Dự án được khởi động từ tháng 8 năm 2001 và kỳ thi được bắt đầu thực hiện từ 2003. Đến nay kỳ thi đã được tổ chức tại trên 60 quốc gia, phiên bản mới của kỳ thi được phát triển từ năm 2008 và được tổ chức từ 2013.
Phiên bản mới của kỳ thi gồm 3 band (A, B và C), mỗi band chia thành 2 cấp độ, tổng cộng 6 cấp độ.
Band A gồm Cấp 1 (Cấp Nhập môn 入門級) và Cấp 2 (Cấp Căn bản 基礎級).
Band B  gồm Cấp 3 (Cấp Tiến cấp 進階級) và Cấp 4 (Cấp Cao cấp 高階級)
Band C gồm Cấp 5 (Cấp Lưu Loát 流利級) và Cấp 6 (Cấp Tinh thông 精通級)

## Mục đích và ứng dụng
Người thi đậu kỳ thi TOCFL các cấp sẽ nhận được chứng nhận tương ứng. Chứng nhận có thể được sử dụng làm chứng minh năng lực ngôn ngữ để.
- Xin học bổng của Đài Loan
- Xin nhập học các chương trình giáo dục đại học, cao đẳng tại Đài Loan.
- Là tiêu chuẩn tham khảo được sử dụng trong các môn học tiếng Hoa của Ủy ban chiêu sinh đại học đối với người nước ngoài (University Entrance Committee).
- Dùng là căn cứ chứng minh năng lực Hán ngữ khi xin việc.

## Đối tượng thi
TOCFL là kỳ thi đánh giá năng lực tiếng Hán cho người nước ngoài với tiếng Hán không phải là tiếng mẹ đẻ. Bảng dưới đây đưa ra con số tham khảo về số giờ học và lượng từ vựng tương ứng để thi các cấp độ. Số giờ học tham khảo này được xem như tại những nước sử dụng tiếng Hoa là ngôn ngữ chính còn nếu tại những nước sử dụng tiếng Hoa không phải là ngôn ngữ chính thì số giờ học phải tính tăng gấp đôi.
| Band | Cấp độ | Số giờ học | Lượng từ vựng |
| ---- | ------ | ---------- | ------------- |
| A    | 1      | 120-240    | 502           |
| A    | 2      | 240-360    | 999           |
| B    | 3      | 360-480    | 2482          |
| B    | 4      | 480-960    | 4960          |
| C    | 5      | 960-1920   | 7945          |
| C    | 6      | Trên 1920  | Trên 7945     |

## Cấu trúc bài thi và kết quả[3][4][5]
Phần thi nghe
| Cấp thi           | Xem tranh trả lời câu hỏi | Đối thoại      | Đối thoại     | Đoạn văn | Thời gian thi  |
| Cấp thi           | Xem tranh trả lời câu hỏi | Đối thoại ngắn | Đối thoại dài | Đoạn văn | Thời gian thi  |
| Band A (Cấp 1, 2) | 25 câu                    | 15 câu         | 10 câu        | —        | Khoảng 60 phút |
| Band B (Cấp 3, 4) | —                         | 30 câu         | 30 câu        | 20 câu   | Khoảng 60 phút |
| Band C (Cấp 5,6)  | —                         | 25 câu         | 25 câu        | 25 câu   | Khoảng 60 phút |

Phần thi đọc hiểu
| Cấp thi           | Câu đơn | Xem tranh giải thích | Hoàn thành đọan văn | Điền vào chỗ trống | Đọc hiểu đoạn văn | Thời gian thi |
| Band A (Cấp 1, 2) | 20 câu  | 15 câu               | 5 câu               | 10 câu             | —                 | 60 phút       |
| Band B (Cấp 3, 4) | —       | —                    | —                   | 15 câu             | 35 câu            | 60 phút       |
| Band C (Cấp 5,6)  | —       | —                    | —                   | 15 câu             | 35 câu            | 60 phút       |

Bài thi có thể bằng chữ phồn thể hoặc giản thể tùy theo đăng ký của thí sinh.
Bảng điểm thành tích thi đậu
| Cấp thi | Cấp thi | Điểm thi đậu | Điểm thi đậu | Điểm thi đậu |
| Cấp thi | Cấp thi | Nghe         | Đọc hiểu     | Tổng cộng    |
| Band A  | Cấp 1   | 41 điểm      | 42 điểm      | 83 điểm      |
|         | Cấp 2   | 60 điểm      | 60 điểm      | 120 điểm     |
| Band B  | Cấp 3   | 46 điểm      | 48 điểm      | 94 điểm      |
|         | Cấp 4   | 61 điểm      | 64 điểm      | 125 điểm     |
| Band C  | Cấp 5   | 50 điểm      | 52 điểm      | 102 điểm     |
|         | Cấp 6   | 61 điểm      | 69 điểm      | 130 điểm     |

## Địa điểm thi
Ngoài Đài Loan (Trung Hoa Dân Quốc), kỳ thi được tổ chức ở nước ngoài từ năm 2006. Theo trang web chính thức của SC-TOP, kỳ thi hiện được tổ chức ở 21 quốc gia.
- Châu Á Thái Bình Dương — Úc, Ấn Độ, Indonesia, Nhật Bản, Hàn Quốc, Malaysia, Thái Lan, Việt Nam.
- Mỹ Latinh — Nicaragua, Paraguay.
- Châu Âu — Áo, Bỉ, Pháp, Đức, Vương quốc Liên hiệp Anh và Bắc Ireland, Ba Lan, Nga, Thụy Điển, Thụy Sỹ.
- Bắc Mỹ — Canada, Hoa Kỳ.

Trong các quốc gia và vùng lãnh thổ nêu trên, Nicaragua và Paraguay là hai quốc gia coi chính quyền Trung Hoa Dân Quốc là chính thể hợp pháp duy nhất của  nước Trung Quốc.

## Đối chiếu với kỳ thi HSK
6 cấp của TOCFL tương ứng với 6 cấp của CEFR- Khung năng lực ngoại ngữ chung do cơ quan khảo thí đại học Cambridge và Hội đồng Châu Âu trong khi cấp cao nhất của HSK - cấp 6 được một số cơ quan đánh giá chỉ tương đương cấp B2 hoặc C1 của khung CEFR (khoảng cấp 4 hoặc 5 của TOCFL). Nhìn vào số lượng từ vựng yêu cầu và số lượng chữ Hán cho mỗi cấp độ tương ứng giữa 2 kỳ thi có thể thấy số lượng từ vựng yêu cầu của kỳ thi TOCFL cao hơn hẳn. Nhìn chung cùng một cấp độ tương ứng, kỳ thi TOCFL được đánh giá khó hơn.
| Khung | Cấp độ HSK | Cấp độ TOCFL | Lượng từ vựng yêu cầu của HSK | Lượng từ vựng yêu cầu của TOCFL | Số lượng chữ Hán yêu cầu của HSK (giản thể) | Số lượng chữ Hán yêu cầu của TOCFL (Phồn thể/Giản thể) |
| ----- | ---------- | ------------ | ----------------------------- | ------------------------------- | ------------------------------------------- | ------------------------------------------------------ |
| A1    | Level 1    | Level 1      | 150                           | 502                             | 174                                         | 488                                                    |
| A2    | Level 2    | Level 2      | 300                           | 999                             | 347                                         | 786                                                    |
| B1    | Level 3    | Level 3      | 600                           | 2482                            | 617                                         | 1304                                                   |
| B2    | Level 4    | Level 4      | 1200                          | 4960                            | 1064                                        | 1937                                                   |
| C1    | Level 5    | Level 5      | 2500                          | 7945                            | 1685                                        | 2555                                                   |
| C2    | Level 6    | Level 6      | 5000                          | Trên 7945                       | 2663                                        | Trên 2555                                              |